# Arnie Somogyi
Arnie Somogyi (7 september 1965) is een Britse jazzcontrabassist.

## Biografie
Somogyi is de zoon van Hongaarse migranten. Hij leerde aanvankelijk viool spelen, voordat hij op 14-jarige leeftijd wisselde naar de e-bas en vervolgens de contrabas. Hij studeerde aan de Guildhall School of Music bij Jeff Clyne en speelde daarna in de bands van Ben Castle, Claire Martin, Tommy Chase, Alan Skidmore, Clark Tracey, Tim Whitehead en Peter King. Daarnaast was hij actief als studiomuzikant. Na een bezoek in Hongarije formeerde hij met de gitarist Zsolt Bende de band Improvokation, eerst als kwartet en daarna als tentet. Verder formeerde hij het kwartet Ambulance (waartoe Paul Booth (saxofoon), Tim Lapthorn (piano) en Dave Smith (drums) behoorden) en met Bende, Tony Lakatos, Liam Noble en drummer Winston Clifford Cold Cherry Soup (gelijknamig album 2001). In 2012 trad hij op met een Mingus-programma.
Hij doceerde aan het conservatorium van Birmingham.